# BW Integrity
BW Integrity – плавуча установка з регазифікації та зберігання (Floating storage and regasification unit, FSRU) зрідженого природного газу (ЗПГ), споруджена для сінгапурської (із другим офісом у Норвегії) компанії BW Group.

## Загальні дані
Судно спорудили в 2017 році на верфі південнокорейської Samsung Shipbuilding & Heavy Industries в Кодже.
Розміщена на борту BW Integrity регазифікаційна установка здатна видавати у піковому режимі 21,2 млн м3 на добу. Зберігання ЗПГ відбувається у резервуарах загальним об’ємом 170213 м3. 
За необхідності судно може використовуватись як звичайний ЗПГ-танкер та пересуватись до місця призначення зі швидкістю 19,5 вузла.

## Історія служби
З кінця 2017-го BW Integrity розпочала роботу за 15-річним контрактом з компанією Pakistan GasPort на пакистанському терміналі для прийому ЗПГ у Порт-Касім. 